# ميخائيل هاريسون (ملحن)
ميخائيل هاريسون (بالإنجليزية: Michael Harrison)‏ هو ملحن أمريكي، ولد في 1958 في برين مار ‏ في الولايات المتحدة.

## وصلات خارجية
- الموقع الرسمي
- ميخائيل هاريسون على موقع IMDb (الإنجليزية)
- ميخائيل هاريسون على موقع ميوزك برينز (الإنجليزية)
- ميخائيل هاريسون على موقع ديسكوغز (الإنجليزية)